# Иван Зак
Иван Воларић (26. април 1979), познатији као Иван Зак, хрватски je певач поп и турбофолк музике.

## Биографија
Музиком се почео бавити веома рано, са 6 година почео је да свира гитару, те кренуо и завршио музичку школу. Са 14 година основао је свој први састав. Наступио је на бројним музичким манифестацијама од којих се истиче Дора 2002, ХРФ 2003, Херцеговачки радијски фестивал 2008. и ХРФ 2009. године, када је и изборио финале са песмом "Све сам јој крао" за коју је и направио спот који је изазвао медијску пажњу.
У љету 2009. cингл "Адреналин" са истоименог албума постаје успјешница, те се нашао на првим местима већине музичких лествица. Иван иза себе има два студијска албума снимљена. И сам је аутор неколико песама па тако и своје успјешнице "Све сам јој крао". У септембру 2010. Иван је остварио успешну сарадњу са Недом Украден, а као резултат сарадње издат је сингл "Тетоважа" који је уврштен на Иванов албум Адреналин снимљен у децембру исте године те на Недину компилацију хитова Радујте се пријатељи такође из 2010. године. За песму је Дејан Милићевић направио спот на београдском Калемегдану.

### Спотови
| Спот             | Година | Режисер                 |
| ---------------- | ------ | ----------------------- |
| Свједок          | 2008   | Дарио Годић             |
| Воду не пијем    | 2008   | —                       |
| Адреналин        | 2009   | ДМ САТ видео продукција |
| Све сам јој крао | 2009   | —                       |
| Дајем            | 2009   | ДМ САТ видео продукција |
| Као метак        | 2009   | ДМ САТ видео продукција |
| Динамит          | 2010   | ДМ САТ видео продукција |
| Рулет            | 2010   | ДМ САТ видео продукција |
| Тетоважа         | 2010   | Дејан Милићевић         |
| Боља од најбоље  | 2011   | —                       |
| Збогом памети    | 2012   | —                       |
| Тко ми те краде  | 2012   | ДМ САТ видео продукција |
| Научила си ме    | 2012   | Avik Schanic            |
| Једна ноћ        | 2013   | Филип Диздар            |
| Обриши сузе      | 2013   | —                       |
| Шкрипи веза      | 2013   | —                       |
| Дугујеш ми љето  | 2014   | —                       |
| Усне варане      | 2014   | Андреј Илић             |
| Далеко           | 2014   | Даворин Штетнер         |
| Претјерујем      | 2015   | Андреј Илић             |
| Не питаш за мене | 2015   | Андреј Илић             |
| Један у низу     | 2015   | Андреј Илић             |
| За љубав рођени  | 2016   | Дарио Радусин           |
| Све си моје      | 2016   | Андреј Илић             |
| Мени се с тобом  | 2016   | Андреј Илић             |
| Опасна           | 2017   | Игор Вигњевић           |
| Ничија           | 2017   | Андреј Илић             |
| Да си ту         | 2017   | Андреј Илић             |
| Иду дани         | 2018   | Дарио Лепоглавец        |
| Дар мар          | 2018   | Игор Вигњевић           |
| Лаку ноћ         | 2018   | Немања Новаковић        |
| Сама             | 2018   | Немања Новаковић        |
| Нај, нај         | 2019   | Немања Новаковић        |
| Милион           | 2019   | Немања Новаковић        |
| Пуно је жеља     | 2019   | Синиша Грабеж           |